# Fort Payne
Fort Payne es una ciudad ubicada en el condado de DeKalb en el estado estadounidense de Alabama. En el censo de 2000, su población era de 12 938. En esta ciudad se formó al grupo de música country Alabama Band.

## Demografía
En el 2000 la renta per cápita promedia del hogar era de $33,560, y el ingreso promedio para una familia era de $40,200. El ingreso per cápita para la localidad era de $19,690. Los hombres tenían un ingreso per cápita de $29,731 contra $20,135 para las mujeres.

## Geografía
Fort Payne se encuentra ubicada en las coordenadas 34°27′14″N 85°42′24″O / 34.45389, -85.70667 (34.453829, -85.706648).
Según la Oficina del Censo de los EE. UU., la ciudad tiene un área total de 37.18 millas cuadradas (96.30 km²).